# Julia Figueroa
Julia Figueroa Peña (Córdoba, 7 de abril de 1991) es una deportista española que compite en judo.
Ganó una medalla de bronce en el Campeonato Mundial de Judo de 2021 y dos medallas de bronce en el Campeonato Europeo de Judo, en los años 2019 y 2022. En los Juegos Europeos de Minsk 2019 obtuvo una medalla de bronce en la categoría de –48 kg.
Participó en dos Juegos Olímpicos de Verano, Río de Janeiro 2016 y Tokio 2020, ocupando en ambas ediciones el noveno lugar en la categoría de –48 kg.

## Palmarés internacional
| Campeonato Mundial | Campeonato Mundial  | Campeonato Mundial | Campeonato Mundial |
| Año                | Lugar               | Medalla            | Categoría          |
| ------------------ | ------------------- | ------------------ | ------------------ |
| 2021               | Budapest (Hungría)  | Medalla de bronce  | –48 kg             |
| Juegos Europeos    |                     |                    |                    |
| Año                | Lugar               | Medalla            | Categoría          |
| 2019               | Minsk (Bielorrusia) | Medalla de bronce  | –48 kg             |
| Campeonato Europeo |                     |                    |                    |
| Año                | Lugar               | Medalla            | Categoría          |
| 2019               | Minsk (Bielorrusia) | Medalla de bronce  | –48 kg             |
| 2022               | Sofía (Bulgaria)    | Medalla de bronce  | –48 kg             |